# 鮑自新
鲍自新（1590年12月17日—1630年），號馀菴，應天府溧阳县军籍。明朝政治人物。

## 生平
萬曆四十六年（1618年）戊午科應天鄉試八十三名舉人，天啓二年（1622年）壬戌科会试九十八名，二甲五十一名進士，户部观政，四年授户部陕西司主事，管南新仓，丁忧，七年除车驾司主事，崇祯三年庚午卒。